# Formacja Nieżywych Schabuff
Formacja Nieżywych Schabuff (dawniej Formacya Nieżywych Schabuf) (FNS) – polski popowy zespół muzyczny założony w 1982 w Częstochowie.

## Historia
Grupa początkowo działała pod nazwą Formacya Nieżywych Schabuf, z Jackiem Pałuchą jako liderem, wokalistą i autorem tekstów. Zespół wykonywał trudną do zaszufladkowania awangardową muzykę kabaretowo-popową. W 1985 roku Formacja wystąpiła na festiwalu w Jarocinie.
Największy rozgłos zespół zdobył w 1988, gdy występował w składzie: Jacek Pałucha (śpiew), Rafał Łuszczyk (bas), Wojciech Wierus (gitara), Aleksander Klepacz i Jacek Otręba (klawisze) oraz Robert Bielecki (perkusja). Wtedy to w Studiu Programu Trzeciego został nagrany ich pierwszy album „Wiązanka melodii młodzieżowych”.
Od momentu wydania płyty grupa zaczęła ogólnopolską karierę. Pochodzący z niej przebój Klub wesołego szampana (z refrenem „Chciałabym, chciała”) do słów Wojciecha Płocharskiego, wykonany razem z aktorką Małgorzatą Pieńkowską, przez trzy tygodnie znajdował się na pierwszym miejscu Listy Przebojów Programu III. Również piosenki Kibel, Swobodny Dżordż i Centrum Wynalazków zajmowały wysokie lokaty na listach przebojów.
W 1989 roku, na skutek odmiennej wizji co do dalszej drogi artystycznej zespołu, Formację opuścił Jacek Pałucha. Rola wokalisty od tej pory przypada Aleksandrowi Klepaczowi. Zmiany personalne oznaczały także modyfikację stylu i zdecydowane skierowanie grupy w kierunku muzyki pop. Zespół nagrał drugą płytę Schaby, z największym przebojem Baboki.
W zespole nastąpiły kolejne niewielkie zmiany personalne i już w 1992 roku powstała kolejna płyta Urodziny, wydana w Studiu S4. Piosenki Żółty rower, Hej, cześć, daj coś zjeść dotarły do drugiego miejsca Muzycznej Jedynki.
W 1994 roku pojawił się album Nasze piosenki najlepsze, w którym w wersjach akustycznych zespół umieścił swoje największe przeboje. W tym roku do zespołu dołączył perkusista Marcin Serwaciński.
Rok 1995 to kolejna płyta Fantomas. Ukazał się na niej przebój lata, pod tytułem Lato. Dzięki tej piosence zespół odebrał wiele nagród m.in. w plebiscycie RMF FM na przebój roku, Muzyczną Nagrodę Teleexpressu za Przebój roku, dwie nagrody w Plebiscycie Rozgłośni Radiowych PLAY-BOX '96: w kategorii Złota Dziesiątka – 2. miejsce oraz I nagroda za Hit roku radiosłuchaczy. Zespół również otrzymał nominację do Fryderyków '96 w kategorii Piosenka roku. W grudniu artyści zagrali świąteczny koncert pt. Formacja Nieżywych Schabuff i przyjaciele. Wzięli w nim udział także: Kayah, De Su, Piasek, Andrzej Krzywy. Koncert retransmitowało Radio dla Ciebie oraz telewizja WOT.
20 września 1996 roku wystąpili na warszawskim koncercie Michaela Jacksona.
W roku 1997 do zespołu dołączyła Katarzyna Lach i razem z nią rok później grupa nagrała singel „Da da da” (cover niemieckiej grupy Trio), który zyskał ogromną popularność. 30 marca tego samego roku na rynku muzycznym ukazała się płyta FOTO. W czerwcu pojawiła się piosenka z tej płyty Ludzie pragną piękna. Utwór ten jest inspirowany filmem Jak to się robi Janusza Kondratiuka z Janem Himilsbachem i Zdzisławem Maklakiewiczem w rolach głównych.
W roku 1999 odbył się jubileusz X-lecia zespołu od wydania pierwszej płyty. 21 czerwca 1999 roku na rynku pojawiła się płyta Z archiwum X-lecia, na której znalazły się przeboje zespołu. Z okazji XX-lecia grupa wzięła także udział w programie TVP2 Szansa na sukces.
2 grudnia 1999 roku w Studio Telewizyjnym w Łęgu Formacja zrealizowała dla TVP2 program Urodziny Formacji Nieżywych Schabuff. Z kolei 31 grudnia program TVP2 zaprosił Formację do udziału w największym przedsięwzięciu telewizyjnym Sylwester 2000.
W 2001 pojawiła się kolejna płyta, na której nagrano największe przeboje zespołu Złota Kolekcja – Klub wesołego szampana. Zespół zaczął przygotowywać się do wydania kolejnej płyty. A. Klepacz napisał teksty, a W. Wierus i J. Otręba skomponowali muzykę. Potem grupa nie pojawiała się przez kilka lat na polskiej scenie muzycznej.
Po 4 latach ciszy, pod koniec stycznia 2003 roku, ukazał się nowy singel grupy, zatytułowany Supermarket, a 17 marca 2003 miała miejsce premiera płyty o tym samym tytule.
W 2007 roku ukazał się singel zespołu Ty promujący nowy album. Do grupy dołączyli nowy basista Marcin Pożarlik. W 2008 do zespołu dołączyła się Edyta Rusak.
Latem 2010 roku ukazał się nowy singiel zatytułowany „Serce z piernika”. Kolejny singiel – „Niewidzialny” – ukazał się 10 października 2010 roku. Podczas trasy koncertowej Lato Zet i Dwójki 2015, zespół zaprezentował premierowo utwór „Bursztyn”.

## Dyskografia
Albumy studyjne
- Wiązanka melodii młodzieżowych (1989, Wifon)
- Schaby (1991, Zic Zac)
- Urodziny (1993, D’art Corporation)
- Nasze piosenki najlepsze (1994, Intersonus)
- Fantomas (1995, Zic Zac)
- Foto (1998, Pomaton EMI)
- Supermarket (2003, Universal Music Polska)
- 24h (2008, Dream Music)

Kompilacje
- Z archiwum X-lecia (1999, Pomaton EMI)
- Gold (2000, Koch International)
- Złota kolekcja: Klub wesołego szampana (2001, Pomaton EMI)
- Gwiazdy XX Wieku: Formacja Nieżywych Schabuff (2004, BMG Poland)
- Największe Przeboje (2016, Sony Music)[4]
- Empik Prezentuje: Dobre Bo Polskie (2017, Universal Music Polska)[5]

Single
| „Swobodny Dżordż”                          | 1988 | 3  |
| „Kiedy zamykam oczy”                       | 1988 | 10 |
| „Klub wesołego szampana”                   | 1988 | 1  |
| „Centrum wynalazków”                       | 1988 | 9  |
| „Pta pta”                                  | 1989 | 14 |
| „Faja '89”                                 | 1989 | 10 |
| „Pieśń o Josarianie Szabalala”             | 1990 | 32 |
| „Krótka pieśń o miłości”                   | 1990 | 9  |
| „A Bright People Ball”                     | 1990 | 33 |
| „Hej, kochanie”                            | 1991 | 27 |
| „Baboki”                                   | 1991 | 18 |
| „Gwiazdorzy porannej zorzy”                | 1992 | 35 |
| „Melodija”                                 | 1992 | 28 |
| „Żółty rower”                              | 1993 | 12 |
| „Krystyny”                                 | 1995 | 14 |
| „Lato”                                     | 1995 | 2  |
| „Moja mała schizofrenia”                   | 1995 | 32 |
| „Serce w butonierce”                       | 1995 | 27 |
| „Zazuzi”                                   | 1996 | 33 |
| „Gołe baby”                                | 1996 | 32 |
| „Kobiety wino śpiew”                       | 1997 | –  |
| „Kochać Czasem Znaczy Umieć Nie Być Razem” | 1997 | –  |
| „Da da da”                                 | 1998 | 21 |
| „Ludzie pragną piękna”                     | 1998 | –  |
| „Mów mi Elvis”                             | 1999 | 40 |
| „Nic Dobrego Kolego”                       | 2002 | –  |
| „Supermarket”                              | 2003 | 24 |
| „Bułgaria”                                 | 2003 | –  |
| „Oczy niebieskie”                          | 2004 | –  |
| „Ty”                                       | 2007 | –  |
| „Ławka”                                    | 2008 | –  |
| „Przez chwilę”                             | 2008 | –  |
| „Myślman”                                  | 2009 | –  |
| „Serce z piekarnika”                       | 2010 | –  |
| „Niewidzialny”                             | 2010 | –  |
| „Kochankowie na czasie”                    | 2013 | –  |
| „Między słowami”                           | 2014 | –  |
| „Bursztyn”                                 | 2015 | –  |
| „Ludzie są fajni”                          | 2016 | –  |
| „100 butelek do końca świata”              | 2016 | –  |
| „Poranki”                                  | 2017 | –  |
| „–” singel nie był notowany.               |      |    |

## Nagrody i wyróżnienia
| Rok  | Kategoria     | Tytułem | Nagroda        | Nota      | Źródło |
| ---- | ------------- | ------- | -------------- | --------- | ------ |
| 1995 | Piosenka roku | „Lato”  | Fryderyki 1995 | Nominacja | [ 23 ] |